# Hausen im Wiesental
Hausen im Wiesental è un comune tedesco di 2 397 abitanti, situato nel land del Baden-Württemberg.